# Sainte-Soulle
Sainte-Soulle là một xã ở tỉnh Charente-Maritime thuộc vùng Nouvelle-Aquitaine tây nam nước Pháp.

## Dân số
| Năm  | Dân số | Density | Percent of the canton |
| ---- | ------ | ------- | --------------------- |
| 1962 | 1356   | -       | -                     |
| 1968 | 1386   | -       | -                     |
| 1975 | 1918   | -       | -                     |
| 1982 | 2221   | -       | -                     |
| 1990 | 2603   | -       | -                     |
| 1999 | 2653   | 121/km² | 14.29 %               |

- Xã của tỉnh Charente-Maritime